# Malthonica pagana
Malthonica pagana är en spindelart som först beskrevs av Carl Ludwig Koch 1840.  Malthonica pagana ingår i släktet Malthonica och familjen trattspindlar. Utöver nominatformen finns också underarten M. p. urbana.